# 罗南·拉巴尔
罗南·拉巴尔（Ronan Labar，1989年5月3日—），法國著名羽毛球男子運動員，專長雙打項目；其中最为突出的项目是混雙。他曾与奥德丽·方丹赢得欧锦赛混双季軍（2017年）。

## 簡歷
2015年8月，罗南·拉巴尔參加印尼雅加達舉行的世界羽毛球錦標賽，與巴蒂斯特·卡雷姆合作出戰男子雙打項目，他們在首圈以2-1力克菲律賓組合晉級，但在第二圈就以1比2（19-21、17-21、18-21）不敵3號種子、印尼的亨德拉·塞蒂亚万/穆罕默德·阿赫桑出局。
2017年8月，  罗南·拉巴尔參加苏格兰格拉斯哥舉行的世界羽毛球錦標賽，他和奥德丽·方丹出戰混合双打項目。首圈以2比1 （21-13、11-21、27-25）力克印尼的伊尔凡·法蒂拉赫/维尼·安格莱尼。但在第二圈中，面对赛会8号种子、马来西亚组合的陈健铭/賴沛君以0比2 （18-21、10-21）不敌对手，32强止步。

## 主要比賽成績
只列出曾進入準決賽的國際賽事成績：
| 年份   | 賽事                       | 公開賽級別 | 項目     | 搭檔            | 成績   |
| ------ | -------------------------- | ---------- | -------- | --------------- | ------ |
| 2011年 | 白夜羽毛球賽               | 國際挑戰賽 | 男子雙打 | 马蒂亚斯·凯尔   | 準決賽 |
| 2011年 | 捷克羽毛球國際賽           | 國際挑戰賽 | 混合雙打 | 劳拉·舒瓦内     | 準決賽 |
| 2012年 | 西班牙羽毛球公開賽         | 國際挑戰賽 | 男子雙打 | 马蒂亚斯·凯尔   | 準決賽 |
| 2012年 | 西班牙羽毛球公開賽         | 國際挑戰賽 | 混合雙打 | 埃米莉·拉菲尔   | 亞軍   |
| 2012年 | 白夜羽毛球賽               | 國際挑戰賽 | 男子雙打 | 马蒂亚斯·凯尔   | 亞軍   |
| 2012年 | 捷克羽毛球國際賽           | 國際挑戰賽 | 混合雙打 | 劳拉·舒瓦内     | 準決賽 |
| 2013年 | 瑞典斯德哥爾摩羽毛球國際賽 | 國際挑戰賽 | 混合雙打 | 劳拉·舒瓦内     | 準決賽 |
| 2013年 | 法國羽毛球國際賽           | 國際挑戰賽 | 混合雙打 | 劳拉·舒瓦内     | 準決賽 |
| 2013年 | 白夜羽毛球賽               | 國際挑戰賽 | 男子雙打 | 巴蒂斯特·卡雷姆 | 冠軍   |
| 2013年 | 白夜羽毛球賽               | 國際挑戰賽 | 混合雙打 | 埃米莉·拉菲尔   | 準決賽 |
| 2013年 | 捷克羽毛球國際賽           | 國際挑戰賽 | 男子雙打 | 巴蒂斯特·卡雷姆 | 準決賽 |
| 2013年 | 保加利亞羽毛球國際賽       | 國際挑戰賽 | 混合雙打 | 埃米莉·拉菲尔   | 準決賽 |
| 2013年 | 瑞士羽毛球國際賽           | 國際挑戰賽 | 混合雙打 | 埃米莉·拉菲尔   | 亞軍   |
| 2013年 | 碧特博格羽毛球黃金大獎賽   | 黃金大獎賽 | 男子雙打 | 巴蒂斯特·卡雷姆 | 準決賽 |
| 2013年 | 蘇格蘭羽毛球大獎賽         | 大獎賽     | 混合雙打 | 埃米莉·拉菲尔   | 準決賽 |
| 2013年 | 意大利羽毛球國際賽         | 國際挑戰賽 | 男子雙打 | 巴蒂斯特·卡雷姆 | 準決賽 |
| 2014年 | 白夜羽毛球賽               | 國際挑戰賽 | 男子雙打 | 巴蒂斯特·卡雷姆 | 準決賽 |
| 2014年 | 危地馬拉羽毛球國際賽       | 國際挑戰賽 | 男子雙打 | 巴蒂斯特·卡雷姆 | 準決賽 |
| 2014年 | 捷克羽毛球國際賽           | 國際挑戰賽 | 男子雙打 | 巴蒂斯特·卡雷姆 | 準決賽 |
| 2014年 | 荷蘭羽毛球大獎賽           | 大獎賽     | 男子雙打 | 巴蒂斯特·卡雷姆 | 冠軍   |
| 2014年 | 瑞士羽毛球國際賽           | 國際挑戰賽 | 男子雙打 | 巴蒂斯特·卡雷姆 | 亞軍   |
| 2014年 | 瑞士羽毛球國際賽           | 國際挑戰賽 | 混合雙打 | 埃米莉·拉菲尔   | 冠軍   |
| 2014年 | 意大利羽毛球國際賽         | 國際挑戰賽 | 混合雙打 | 埃米莉·拉菲尔   | 冠軍   |
| 2015年 | 瑞典羽毛球大師賽           | 國際挑戰賽 | 男子雙打 | 巴蒂斯特·卡雷姆 | 準決賽 |
| 2015年 | 芬蘭羽毛球公開賽           | 國際挑戰賽 | 男子雙打 | 巴蒂斯特·卡雷姆 | 準決賽 |
| 2015年 | 芬蘭羽毛球公開賽           | 國際挑戰賽 | 混合雙打 | 埃米莉·拉菲尔   | 準決賽 |
| 2015年 | 秘魯羽毛球國際賽           | 國際挑戰賽 | 男子雙打 | 巴蒂斯特·卡雷姆 | 準決賽 |
| 2015年 | 秘魯羽毛球國際賽           | 國際挑戰賽 | 混合雙打 | 埃米莉·拉菲尔   | 冠軍   |
| 2015年 | 斯里蘭卡羽毛球國際挑戰賽   | 國際挑戰賽 | 混合雙打 | 埃米莉·拉菲尔   | 準決賽 |
| 2015年 | 危地馬拉羽毛球國際賽       | 國際挑戰賽 | 混合雙打 | 埃米莉·拉菲尔   | 亞軍   |
| 2015年 | 布拉格羽毛球公開賽         | 國際挑戰賽 | 男子雙打 | 巴蒂斯特·卡雷姆 | 準決賽 |
| 2015年 | 荷蘭羽毛球大獎賽           | 大獎賽     | 混合雙打 | 埃米莉·拉菲尔   | 冠軍   |
| 2015年 | 蘇格蘭羽毛球大獎賽         | 大獎賽     | 混合雙打 | 埃米莉·拉菲尔   | 亞軍   |
| 2015年 | 威爾斯羽毛球國際賽         | 國際挑戰賽 | 混合雙打 | 埃米莉·拉菲尔   | 亞軍   |
| 2015年 | 哥本哈根羽毛球大師賽       | 其他       | 混合雙打 | 埃米莉·拉菲尔   | 準決賽 |
| 2016年 | 歐洲男子羽毛球團體錦標賽   | 其他       | 男子團體 | －              | 亞軍   |
| 2016年 | 比利時羽毛球國際賽         | 國際挑戰賽 | 混合雙打 | 奧德麗·方丹     | 冠軍   |
| 2016年 | 布拉格羽毛球公開賽         | 國際挑戰賽 | 混合雙打 | 奧德麗·方丹     | 準決賽 |
| 2017年 | 歐洲羽毛球錦標賽           | 其他       | 混合雙打 | 奥德丽·方丹     | 季軍   |
| 2017年 | 西班牙羽毛球國際賽         | 國際挑戰賽 | 混合雙打 | 奧德麗·方丹     | 準決賽 |
| 2017年 | 比利時羽毛球國際賽         | 國際挑戰賽 | 混合雙打 | 奧德麗·方丹     | 準決賽 |
| 2018年 | 歐洲羽毛球男子團體錦標賽   | 其他       | 男子團體 | －              | 季軍   |
| 2018年 | 西班牙羽毛球國際賽         | 國際挑戰賽 | 混合雙打 | 奥德丽·方丹     | 準決賽 |
| 2018年 | 捷克羽毛球公開賽           | 國際挑戰賽 | 男子雙打 | 湯姆·吉凱爾     | 冠軍   |
| 2018年 | 捷克羽毛球公開賽           | 國際挑戰賽 | 混合雙打 | 奧德麗·方丹     | 冠軍   |
| 2019年 | 奧爾良羽毛球大師賽         | 超級100賽  | 混合雙打 | 安妮·特兰       | 亞軍   |
| 2019年 | 巴西羽毛球國際挑戰賽       | 國際挑戰賽 | 混合雙打 | 安妮·特兰       | 準決賽 |
| 2019年 | 丹麥羽毛球國際賽           | 國際挑戰賽 | 男子雙打 | 湯姆·吉凱爾     | 準決賽 |
| 2019年 | 丹麥羽毛球國際賽           | 國際挑戰賽 | 混合雙打 | 安妮·特兰       | 冠軍   |
| 2019年 | 愛爾蘭羽毛球公開賽         | 國際挑戰賽 | 混合雙打 | 安妮·特蘭       | 亞軍   |
| 2020年 | 歐洲羽毛球男女子團體錦標賽 | 其他       | 男子團體 | －              | 季軍   |
| 2020年 | 薩洛盧羽毛球公開賽         | 超級100賽  | 混合雙打 | 安妮·特蘭       | 準決賽 |
| 2021年 | 歐洲羽毛球混合團體錦標賽   | 其他       | 混合團體 | －              | 亞軍   |
| 2021年 | 奧地利羽毛球公開賽         | 國際系列賽 | 男子雙打 | 卢卡斯·科维     | 亞軍   |
| 2021年 | 西班牙羽毛球國際賽         | 國際挑戰賽 | 男子雙打 | 卢卡斯·科维     | 亞軍   |
| 2021年 | 丹麥羽毛球大師賽           | 國際挑戰賽 | 男子雙打 | 卢卡斯·科维     | 亞軍   |
| 2022年 | 南特羽毛球國際挑戰賽       | 國際挑戰賽 | 男子雙打 | 卢卡斯·科维     | 準決賽 |
| 2023年 | 歐洲羽毛球混合團體錦標賽   | 其他       | 混合團體 | －              | 亞軍   |
| 2023年 | 比利時羽毛球國際賽         | 國際挑戰賽 | 男子雙打 | 卢卡斯·科维     | 準決賽 |
| 2024年 | 歐洲羽毛球男女子團體錦標賽 | 其他       | 男子團體 | －              | 亞軍   |
| 2024年 | 哈薩克羽毛球國際挑戰賽     | 國際挑戰賽 | 男子雙打 | 卢卡斯·科维     | 冠軍   |

| 2007-2017年 | 首要超級賽 | 超級賽 | 黃金大獎賽 | 大獎賽 | 國際挑戰賽 | 國際系列賽 | 未來系列賽 | 其他 |

| 2018-2026年 | 總決賽 | 超級1000賽 | 超級750賽 | 超級500賽 | 超級300賽 | 超級100賽 | 國際挑戰賽 | 國際系列賽 | 未來系列賽 | 其他 |

### 奧運會和世錦賽參賽紀錄
|          | 搭檔            | 2009 | 2010 | 2015 | 2016 | 2017 | 2018 | 2019 | 2022 | 2023 | 2024       |
| -------- | --------------- | ---- | ---- | ---- | ---- | ---- | ---- | ---- | ---- | ---- | ---------- |
| 男子雙打 | 巴蒂斯特·卡雷姆 | 64強 | －   | 32強 | －   | －   | －   | －   | －   | －   | －         |
| 男子雙打 | 湯姆·吉凱爾     | －   | －   | －   | －   | －   | －   | 64強 | －   | －   | －         |
| 男子雙打 | 卢卡斯·科维     | －   | －   | －   | －   | －   | －   | －   | 32強 | 64強 | 小組第三名 |
|          |                 |      |      |      |      |      |      |      |      |      |            |
| 混合雙打 | Weny Rasidi     | －   | 64強 | －   | －   | －   | －   | －   | －   | －   | －         |
| 混合雙打 | 埃米莉·拉菲尔   | －   | －   | 32強 | －   | －   | －   | －   | －   | －   | －         |
| 混合雙打 | 奥德丽·方丹     | －   | －   | －   | －   | 32強 | 64強 | －   | －   | －   | －         |